# Steven Fortès
Steven Fortès (Marsiglia, 17 aprile 1992) è un calciatore francese naturalizzato capoverdiano, difensore del Lens 2 e della nazionale capoverdiana.

## Carriera

### Club
Ha giocato nella prima e nella seconda divisione francese.

### Nazionale
Ha esordito in nazionale nel 2015; è stato convocato per la Coppa delle nazioni africane 2021.

## Statistiche

### Presenze e reti nei club
Statistiche aggiornate al 27 maggio 2018.
| Stagione        | Squadra         | Campionato      | Campionato | Campionato | Coppe nazionali | Coppe nazionali | Coppe nazionali | Coppe continentali | Coppe continentali | Coppe continentali | Altre coppe | Altre coppe | Altre coppe | Totale | Totale |
| Stagione        | Squadra         | Comp            | Pres       | Reti       | Comp            | Pres            | Reti            | Comp               | Pres               | Reti               | Comp        | Pres        | Reti        | Pres   | Reti   |
| --------------- | --------------- | --------------- | ---------- | ---------- | --------------- | --------------- | --------------- | ------------------ | ------------------ | ------------------ | ----------- | ----------- | ----------- | ------ | ------ |
| 2013-2014       | Arles-Avignon   | L2              | 26         | 0          | CF+CdL          | 0+1             | 0               | -                  | -                  | -                  | -           | -           | -           | 27     | 0      |
| 2014-2015       | Le Havre        | L2              | 29         | 0          | CF+CdL          | 0+1             | 0               | -                  | -                  | -                  | -           | -           | -           | 27     | 0      |
| 2015-2016       | Le Havre        | L2              | 32         | 1          | CF+CdL          | 0+1             | 0               | -                  | -                  | -                  | -           | -           | -           | 33     | 1      |
| 2016-2017       | Le Havre        | L2              | 25         | 1          | CF+CdL          | 0+2             | 0               | -                  | -                  | -                  | -           | -           | -           | 27     | 1      |
| Totale Le Havre | Totale Le Havre | Totale Le Havre | 86         | 2          |                 | 4               | 0               |                    | -                  | -                  |             | -           | -           | 90     | 2      |
| 2017-2018       | Tolosa          | L1              | 2          | 0          | CF+CdL          | 0+0             | 0               | -                  | -                  | -                  | -           | -           | -           | 2      | 0      |
| 2018-gen.2019   | Tolosa          | L1              | 3          | 0          | CF+CdL          | 0+1             | 0+0             | -                  | -                  | -                  | -           | -           | -           | 4      | 0      |
| Totale Tolosa   | Totale Tolosa   | Totale Tolosa   | 5          | 0          |                 | 1               | 0               |                    | -                  | -                  |             | -           | -           | 6      | 0      |
| Gen.-Giu.2019   | Lens            | L2              | 16+4       | 0          | CF+CdL          | 0+0             | 0+0             | -                  | -                  | -                  | -           | -           | -           | 20     | 0      |
| 2019-2020       | Lens            | L2              | 15         | 0          | CF+CdL          | 0+0             | 0+0             | -                  | -                  | -                  | -           | -           | -           | 15     | 0      |
| 2020-2021       | Lens            | L1              | 18         | 0          | CF              | 2               | 0               | -                  | -                  | -                  | -           | -           | -           | 20     | 0      |
| Ago.2021        | Lens            | L1              | 1          | 0          | CF              | -               | -               | -                  | -                  | -                  | -           | -           | -           | 1      | 0      |
| Totale Lens     | Totale Lens     | Totale Lens     | 50+4       | 0          |                 | 2               | 0               |                    | -                  | -                  |             | -           | -           | 56     | 0      |
| 2021-2022       | Ostenda         | D1              | 11         | 0          | CB              | 2               | 1               | -                  | -                  | -                  | -           | -           | -           | 13     | 1      |
| Totale carriera | Totale carriera | Totale carriera | 182        | 2          |                 | 10              | 1               |                    | -                  | -                  |             | -           | -           | 192    | 3      |

### Cronologia presenze e reti in nazionale
| Cronologia completa delle presenze e delle reti in nazionale ― Capo Verde | Cronologia completa delle presenze e delle reti in nazionale ― Capo Verde | Cronologia completa delle presenze e delle reti in nazionale ― Capo Verde | Cronologia completa delle presenze e delle reti in nazionale ― Capo Verde | Cronologia completa delle presenze e delle reti in nazionale ― Capo Verde | Cronologia completa delle presenze e delle reti in nazionale ― Capo Verde | Cronologia completa delle presenze e delle reti in nazionale ― Capo Verde | Cronologia completa delle presenze e delle reti in nazionale ― Capo Verde |
| Data                                                                      | Città                                                                     | In casa                                                                   | Risultato                                                                 | Ospiti                                                                    | Competizione                                                              | Reti                                                                      | Note                                                                      |
| ------------------------------------------------------------------------- | ------------------------------------------------------------------------- | ------------------------------------------------------------------------- | ------------------------------------------------------------------------- | ------------------------------------------------------------------------- | ------------------------------------------------------------------------- | ------------------------------------------------------------------------- | ------------------------------------------------------------------------- |
| 31-3-2015                                                                 | Praia                                                                     | Portogallo                                                                | 0 – 2                                                                     | Capo Verde                                                                | Amichevole                                                                | -                                                                         | 46’                                                                       |
| 13-6-2015                                                                 | Praia                                                                     | Capo Verde                                                                | 7 – 1                                                                     | São Tomé e Príncipe                                                       | Qual. Coppa d'Africa 2017                                                 | -                                                                         |                                                                           |
| 7-10-2020                                                                 | Andorra la Vella                                                          | Andorra                                                                   | 1 – 2                                                                     | Capo Verde                                                                | Amichevole                                                                | -                                                                         |                                                                           |
| 10-10-2020                                                                | Faro                                                                      | Capo Verde                                                                | 1 – 2                                                                     | Guinea                                                                    | Amichevole                                                                | -                                                                         |                                                                           |
| 12-11-2020                                                                | Praia                                                                     | Capo Verde                                                                | 0 – 0                                                                     | Ruanda                                                                    | Qual. Coppa d'Africa 2021                                                 | -                                                                         |                                                                           |
| 17-11-2020                                                                | Kigali                                                                    | Ruanda                                                                    | 0 – 0                                                                     | Capo Verde                                                                | Qual. Coppa d'Africa 2021                                                 | -                                                                         |                                                                           |
| 30-3-2021                                                                 | Maputo                                                                    | Mozambico                                                                 | 0 – 1                                                                     | Capo Verde                                                                | Qual. Coppa d'Africa 2021                                                 | -                                                                         |                                                                           |
| 13-11-2021                                                                | Mindelo                                                                   | Capo Verde                                                                | 2 – 1                                                                     | Rep. Centrafricana                                                        | Qual. Mondiali 2022                                                       | -                                                                         |                                                                           |
| 16-11-2021                                                                | Lagos                                                                     | Nigeria                                                                   | 1 – 1                                                                     | Capo Verde                                                                | Qual. Mondiali 2022                                                       | -                                                                         |                                                                           |
| 9-1-2022                                                                  | Yaoundé                                                                   | Etiopia                                                                   | 0 – 1                                                                     | Capo Verde                                                                | Coppa d'Africa 2021 - 1º turno                                            | -                                                                         |                                                                           |
| 13-1-2022                                                                 | Yaoundé                                                                   | Capo Verde                                                                | 0 – 1                                                                     | Burkina Faso                                                              | Coppa d'Africa 2021 - 1º turno                                            | -                                                                         | 90+2’                                                                     |
| 17-1-2022                                                                 | Yaoundé                                                                   | Capo Verde                                                                | 1 – 1                                                                     | Camerun                                                                   | Coppa d'Africa 2021 - 1º turno                                            | -                                                                         | 90+2’                                                                     |
| 25-1-2022                                                                 | Bafoussam                                                                 | Senegal                                                                   | 2 – 0                                                                     | Capo Verde                                                                | Coppa d'Africa 2021 - Ottavi di finale                                    | -                                                                         |                                                                           |
| Totale                                                                    |                                                                           | Presenze                                                                  | 13                                                                        |                                                                           | Reti                                                                      | 0                                                                         |                                                                           |